# Dalton City
Dalton City és una població dels Estats Units a l'estat d'Illinois. Segons el cens del 2000 tenia 581 habitants.

## Demografia
Segons el cens del 2000, Dalton City tenia 581 habitants, 212 habitatges, i 170 famílies. La densitat de població era de 361,8 habitants/km².
Dels 212 habitatges en un 44,3% hi vivien nens de menys de 18 anys, en un 69,8% hi vivien parelles casades, en un 6,6% dones solteres, i en un 19,8% no eren unitats familiars. En el 17,5% dels habitatges hi vivien persones soles el 3,8% de les quals corresponia a persones de 65 anys o més que vivien soles. El nombre mitjà de persones vivint en cada habitatge era de 2,74 i el nombre mitjà de persones que vivien en cada família era de 3,09.
Per edats la població es repartia de la següent manera: un 31,2% tenia menys de 18 anys, un 7,2% entre 18 i 24, un 32,5% entre 25 i 44, un 21,2% de 45 a 60 i un 7,9% 65 anys o més.
L'edat mediana era de 33 anys. Per cada 100 dones de 18 o més anys hi havia 97 homes.
La renda mediana per habitatge era de 48.958 $ i la renda mediana per família de 53.224 $. Els homes tenien una renda mediana de 36.094 $ mentre que les dones 20.417 $. La renda per capita de la població era de 16.946 $. Aproximadament el 2,8% de les famílies i el 4,1% de la població estaven per davall del llindar de pobresa.

## Poblacions més properes
El següent diagrama mostra les poblacions més properes.